# Heart and Mind
Heart and Mind je druhé studiové album americké rockové hudební skupiny Sister Double Happiness. Vydáno bylo v roce 1991 společností Reprise Records a jeho producentem byl Kevin Laffey. Kromě členů kapely se na nahrávce podíleli i další hudebníci, včetně velšského hudebníka a skladatele Johna Calea. Nahráno bylo v různých studiích převážně v Kalifornii, ale také v New Yorku.

## Seznam skladeb
1. „Bobby Shannon“ – 2:55
2. „Ain't It a Shame“ – 3:17
3. „Exposed to You“ – 4:42
4. „Sweet-Talker“ – 3:14
5. „You Don't Know Me“ – 4:55
6. „The Sailor Song“ – 2:30
7. „Dark Heart“ – 5:06
8. „Heart and Mind“ – 3:40
9. „Hey Kids“ – 3:29
10. „I'm Drowning“ – 4:33
11. „Don't Worry“ – 3:01
12. „You for You“ – 5:14

## Obsazení
Hudebníci
- Gary Floyd – zpěv, harmonika, doprovodné vokály
- Ben Cohen – kytara, mandolína, šestistrunná baskytara, doprovodné vokály
- Jeff Palmer – baskytara
- Lynn Perko – bicí, perkuse, klavír, varhany, doprovodné vokály
- Luis Conte – perkuse
- Roddy Bottum – varhany
- Chris Mondt – horn
- Dave Ryle – horn
- Ken Schick – horn
- Tony George – horn
- Les Harris – horn
- John Cale – „radar blips“ (zvukové efekty)
- Marilyn Defrange – doprovodné vokály
- Kevin Laffey – doprovodné vokály

Technická podpora
- Kevin Laffey – producent
- Csaba Petocz – zvukový inženýr, mixing
- Howie Weinberg – mastering
- Merlyn Rosenberg – fotografie